# Beker van België 1976-77
Het seizoen 1976/77 van de Beker van België in het voetbal begon in de zomer van 1976 en eindigde op 12 juni 1977 met de finale in het Heizelstadion in Brussel. De beker ging naar Club Brugge dat RSC Anderlecht in de finale versloeg met 4-3.

## Laatste 4
Dit schema toont de vier langst overgebleven clubs en de wedstrijden vanaf halve finales.
|  | halve finale   | halve finale |  |                | finale      | finale |
|  |                |              |  |                |             |        |
|  |                |              |  |                |             |        |
|  | Club Brugge    | 4            |  |                |             |        |
|  | KSV Waregem    | 2            |  |                |             |        |
|  |                |              |  |                | Club Brugge | 4      |
|  |                |              |  | RSC Anderlecht | 3           |        |
|  | RSC Anderlecht | 3            |  |                |             |        |
|  | Cercle Brugge  | 2            |  |                |             |        |

### Finale
|                                            |                                          |         |                                    |                                                                          |
| 12 juni 1977 16:00 Finale Beker van België | Club Brugge                              | 4 – 3   | RSC Anderlecht                     | Heizelstadion, Brussel Toeschouwers: 55.000 Scheidsrechter: Francis Rion |
| 12 juni 1977 16:00 Finale Beker van België | Lambert 27' Le Fevre 33' Davies 62', 83' | Verslag | 4' Haan 14' Van der Elst 29' Coeck | Heizelstadion, Brussel Toeschouwers: 55.000 Scheidsrechter: Francis Rion |

| Club Brugge | Anderlecht |

| Club Brugge:   |                   |     |
|                |                   |     |
| GK             | Birger Jensen     |     |
| RB             | Fons Bastijns     |     |
| CB             | Georges Leekens   |     |
| CB             | Eddie Krieger     | 20' |
| LB             | Jos Volders       |     |
| RM             | Julien Cools      |     |
| CM             | René Vandereycken |     |
| CM             | Dirk Sanders      |     |
| LM             | Ulrik le Fevre    |     |
| RF             | Raoul Lambert     | 65' |
| LF             | Roger Davies      |     |
| Wisselspelers: |                   |     |
| LB             | Gino Maes         | 20' |
| RF             | Dirk Hinderyckx   | 65' |
| Coach:         |                   |     |
| Ernst Happel   |                   |     |

| RSC Anderlecht:  |                       |  |
|                  |                       |  |
| GK               | Jan Ruiter            |  |
| RB               | Gilbert Van Binst     |  |
| CB               | Hugo Broos            |  |
| CB               | Erwin Vandendaele     |  |
| LB               | Jean Thissen          |  |
| RM               | Jean Dockx            |  |
| CM               | Arie Haan             |  |
| CM               | Ludo Coeck            |  |
| LM               | Franky Vercauteren    |  |
| RF               | François Van der Elst |  |
| LF               | Peter Ressel          |  |
| Coach:           |                       |  |
| Raymond Goethals |                       |  |

## Topschutter
- Julien Cools - Club Brugge (6 doelpunten)

1911/12 · 1912/13 · 1913/14 · 1914/15 · 1915/16 · 1916/17 · 1917/18 · 1918/19 · 1919/20 · 1920/21 · 1921/22 · 1922/23 · 1923/24 · 1924/25 · 1925/26 · 1926/27 · 1927/28 · 1928/29 · 1929/30 · 1930/31 · 1931/32 · 1932/33 · 1933/34 · 1934/35 · 1935/36 · 1936/37 · 1937/38 · 1938/39 · 1939/40 · 1940/41 · 1941/42 · 1942/43 · 1943/44 · 1944/45 · 1945/46 · 1946/47 · 1947/48 · 1948/49 · 1949/50 · 1950/51 · 1951/52 · 1952/53 · 1953/54 · 1954/55 · 1955/56 · 1956/57 · 1957/58 · 1958/59 · 1959/60 · 1960/61 · 1961/62 · 1962/63 · 1963/64 · 1964/65 · 1965/66 · 1966/67 · 1967/68 · 1968/69 · 1969/70 · 1970/71 · 1971/72 · 1972/73 · 1973/74 · 1974/75 · 1975/76 · 1976/77 · 1977/78 · 1978/79 · 1979/80 · 1980/81 · 1981/82 · 1982/83 · 1983/84 · 1984/85 · 1985/86 · 1986/87 · 1987/88 · 1988/89 · 1989/90 · 1990/91 · 1991/92 · 1992/93 · 1993/94 · 1994/95 · 1995/96 · 1996/97 · 1997/98 · 1998/99 · 1999/00 · 2000/01 · 2001/02 · 2002/03 · 2003/04 · 2004/05 · 2005/06 · 2006/07 · 2007/08 · 2008/09 · 2009/10 · 2010/11 · 2011/12 · 2012/13 · 2013/14 · 2014/15 · 2015/16 · 2016/17 · 2017/18 · 2018/19 · 2019/20 · 2020/21 · 2021/22 · 2022/23 · 2023/24 · 2024/25